# Katrineholms slott
Katrineholm var ett slott i Marbäcks socken, Småland, Aneby kommun.
Området låg tidigare på byn Horsnäs marker, och här lät Christer Bonde 1700 uppföra ett slott åt sin hustru Catharina Wrangel, och döpte det efter henne till Katrineholm. Paret bodde en tid på det nybyggda slottet men flyttade därefter till Bordsjö. Efter Christer Bondes död flyttade änkan till släktgodset Gransbo utanför Tranås. Efterhand blev byggnaden alltmer förfallen och 1889 revs slutligen slottet. Grundmurarna och terrasseringarna, som det anlagts på är dock fortfarande väl synliga.
Enligt en folksägen, som återberättats i två varianter, en i Herman Hofbergs Svenska folksägner (1882) och en annan av Erik Åkerhielm i Svenska Turistföreningens årsskrift (1922) skulle orsaken i stället ha varit att slottsfrun uppsökts av trollen, som bett henne ut till Flottholmen eller Rödholmen i Ralången, där hon i en grotta fick hjälpa till med en barnafödsel. Som tack fick hon ett dyrbart skrin fyllt med ädelstenar, mot löfte allt aldrig berätta vad hon varit med om. Hennes söner påträffade dock så småningom skrinet och pressad av maken tvingades hon berätta historien. Sönerna och maken rodde ut till holmen för att undersöka den, men i samma stund de  steg iland försvann holmen under vattnet och pojkarna sögs ned med ön. Slottsfrun besökte därefter aldrig mer slottet.